# 国际航空电讯集团公司
国际航空电讯协会（Société Internationale de Télécommunications Aéronautiques，SITA）是一间跨国信息技术公司，专门从事向航空业提供信息技术和电信服务。

## 歷史
国际航空电讯协会由11间航空公司于1949年2月共同成立，开展航空公司间的电报服务，和引领最新的电信技术应用。她是第一家在同一运营商租用链路上通过分组交换网络处理实时数据的公司。成立初期在大中国地区曾经使用国际航空电讯协会，并分设中港台办公室。因电讯法规之故，台湾分公司从国际航空电讯协会改制成为第二类电信公司，并且分别设立比利时商讯达国际电讯网路股份有限公司处理网路业务资讯服务，荷兰商西达航空资讯网路股份有限公司负责电脑相关设备资讯服务。

## 現狀
SITA屬於國際航空運輸協會(IATA)成員之一，營運模式為國際性非營利事業組織，所屬的資訊服務對象以全球性國際航空相關產業的會員所專屬，包括航空運輸業、飛機引擎製造業、旅行票務業、各國出入境管理當局、飛機場管理當局等運輸服務行業。初期成立時總部(Head quarter)設在法國巴黎(Paris)，改制後遷移至日內瓦(Geneva)。
该公司已经从一个早年间仅提供网络服务的合作社，发展为不仅在合作基础上，也在商业基础上提供一系列IT以及通讯服务的公司。国际航空电讯集团公司拥有600名成员和1800多个客户，并——很独特的——只向全球航空业参与方（航空公司、机场、全球分销系统（GDS）及其他航空企业）提供服务。局限于航空业也意味着国际航空电讯集团公司需要出现在所有有航空业运作的国家，今天国际航空电讯集团公司遍布在全球220个国家和地区，雇用着来自140多个国家、讲70多种语言的员工。

## 解决方案
国际航空电讯协会提供的解决方案包括飞行器运作（包括编制航班计划），机场运营，行李业务，货运业务，商业管理，通讯和基础设施，旅客服务和运输安全。

## SITA在中国大陆
在中国大陆，共有四个国际性机场采用SITA CUTE离港系统平台。分别是北京首都国际机场、上海虹桥国际机场、上海浦东国际机场、广州白云国际机场、杭州萧山国际机场。一些内地二线机场采用CUTE HUB的形式接入这四个一线机场提供服务。

## SITA在台灣
在台灣，共有四個國際機場採用SITA CUTE系统平台。分别是臺灣桃園國際機場、臺北松山機場，臺中清泉崗機場及高雄國際機場。